# Johann Nobis
Johann Nobis (* 16 de abril 1899 em St.Georgen em Salzburg na Austria; + 6 de janeiro 1940 em Berlin-Plötzensee) foi um desertor Austríaco. 

## Vida
Johann Nobis, filho de camponeses, nasceu em Holzhausen no município de St.Georgen na Áustria. Ele participou como soldado na Primeira Guerra Mundial. Mais tarde trabalhou como auxiliar em uma firma de construção em Salzburg, onde ele supostamente entrou em contato com as Testemunhas de Jeová e também se juntou a eles. Depois da anexação da Áustria pela Alemanha nazista em 1938, Nobis foi convocado em 1939. Contudo ele recusou, em razão de suas crenças, o serviço militar assim como o juramento de fidelidade a Adolf Hitler. Nobis foi por causa disso preso e condenado à morte em 23 de novembro de 1939. No dia 20 de dezembro de 1939 ele foi internado na prisão de Berlin-Plötzensee, onde foi executado no dia 6 de janeiro de 1940. Nesse dia também foram executados mais cinco Testemunhas de Jeová de Salzburg. 
Seu irmão mais jovem, Matthias Nobis que também pertencia aos Testemunhas de Jeová foi igualmente condenado à morte em 20 de dezembro de 1939, assim como foi executado na prisão de Berlin-Plötzensee em 26 de janeiro de 1940. 

## Superação e Memoria

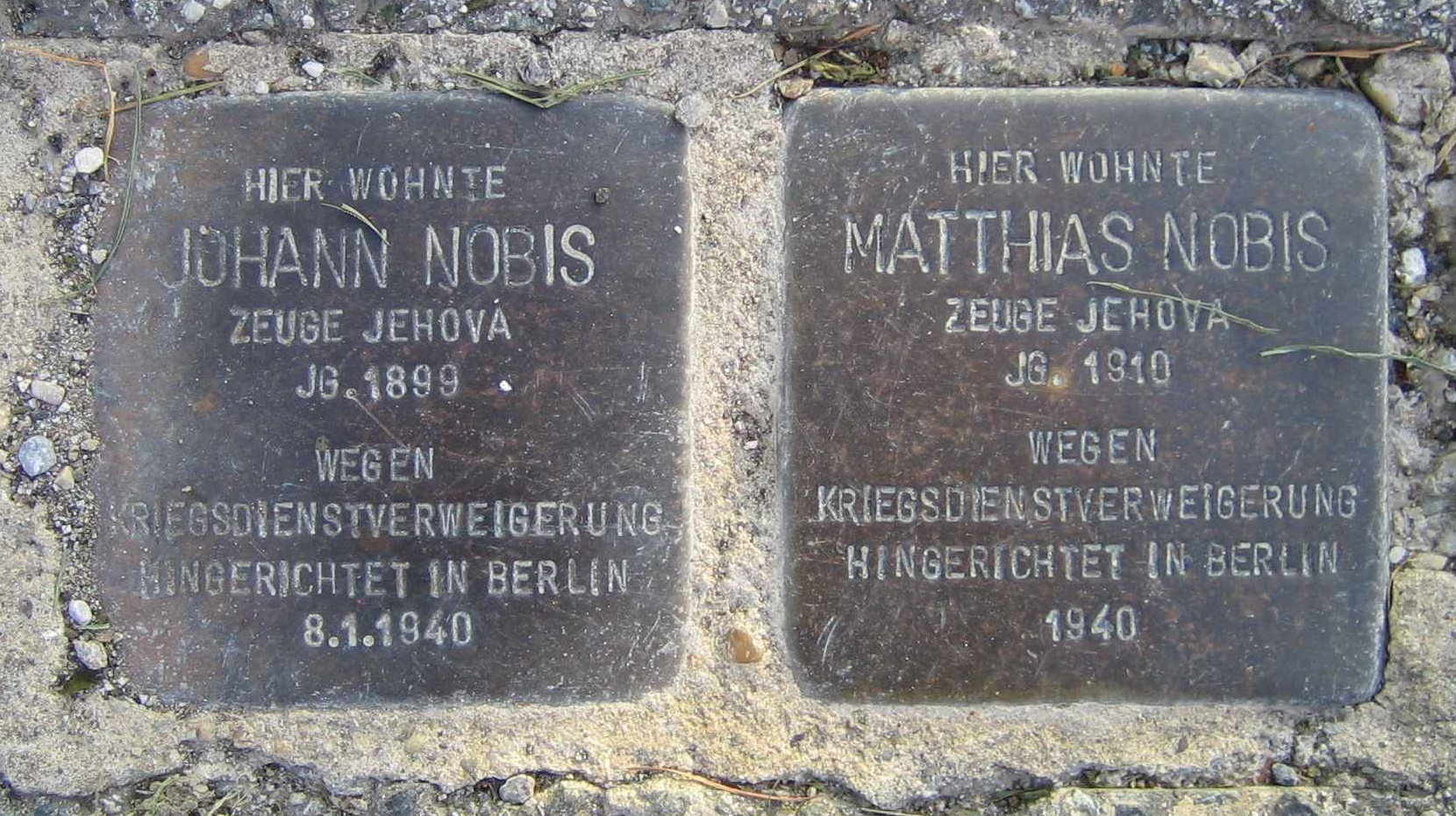
Pedras-Obstáculo para Johann e Matthias Nobis.

A carta de despedida de Matthias Nobis enviada da prisão em Berlim para a sua família em 2 de janeiro de 1940 que antigamente encontrava-se em posse da sua família foi mais tarde entregue ao Arquivo de Documentos da Resistencia Austríaca. 
No dia 19 de julho de 1997 o artista alemão Gunter Demnig instalou duas pedras-obstáculo (Stolpersteine) na frente da casa de nascimento dos Nobis em St.Georgen para lembrá-los. Essas pedras foram as duas primeiras a serem autorizadas oficialmente por um órgão público. Esta instalação em St.Georgen foi feita através da iniciativa de Andreas Maislinger que também havia nascido nesse lugar e que fundou o Serviço Austríaco da Memória do Holocausto. A instalação também teve a aprovação do prefeito Friedrich Amerhauser. 

No âmbito do projeto A Letter To The Stars, fora escrita uma „carta para o céu a Johann Nobis“ e em 5 de janeiro de 2003 presa a um balão branco que foi enviado para o céu de Heldenplatz em Viena, juntamente com cerca de outras 80.000 cartas.  